# Mussa Mirsapajasowitsch Adyschew
Mussa Mirsapajasowitsch Adyschew (russisch Муса Мирзапаязович Адышев; * 15. Junijul. / 28. Juni 1915greg. in Gultscha, Ujesd Osch; † 1. Januar 1979 in Frunse) war ein kirgisisch-sowjetischer Geologe, Geochemiker und Hochschullehrer.

## Leben
Der früh verwaiste Adyschew wuchs im Internat in Osch auf (1925–1929). Er studierte am Pädagogischen Institut Dschalal-Abad mit Abschluss 1935. Er arbeitete dann als Lehrer an einer Mittelschule, deren Direktor er wurde. Es folgte ein Studium der Finanzwirtschaft in Taschkent.
1938 begann Adyschew an der Geologie-Fakultät der Ersten Zentralasiatischen Staatlichen Universität in Taschkent zu studieren. Ab 1942 war er als Soldat der Roten Armee im Deutsch-Sowjetischen Krieg und zuletzt bei der Sowjetischen Invasion der Mandschurei eingesetzt.
1947 schloss er das Universitätsstudium als Geologe ab, worauf er in das Geologie-Institut der kirgisischen Filiale der Akademie der Wissenschaften der UdSSR in Frunse geschickt wurde. 1948 wurde er Mitglied der KPdSU. 1952 verteidigte er seine Kandidat-Dissertation für geologisch-mineralogische Wissenschaften. 1953 wurde er Direktor des Geologie-Instituts der Kirgisischen Akademie der Wissenschaften (AN-KiSSR). 1954 wurde er Korrespondierendes Mitglied der AN-KiSSR. 1957–1979 war er Mitglied des Präsidiums der AN-KiSSR. 1961 wurde er Wirkliches Mitglied der AN-KiSSR. 1969 folgte die Promotion zum Doktor der geologisch-mineralogischen Wissenschaften und 1971 die Ernennung zum Professor. 1975 wurde er Abgeordneter im Obersten Sowjet der Kirgisischen SSR. 1978 wurde er Präsident der AN-KiSSR als Nachfolger Kurman-Gali Karakejewitsch Karakejews. Adyschews Nachfolger war Mursabek Imanalijewitsch Imanalijew.
Adyschew klärte als Erster die stratigraphische Struktur der Tienschan-Schwarzschiefer-Region. Er erstellte eine neue biogeochemische Klassifikation der kohlenstoffhaltigen Formationen. Er formulierte die paläogeographischen und geochemischen Bedingungen für die Lithogenese und Erzlagerbildung und erarbeitete die wissenschaftlichen Grundlagen für die Vorhersage seltenerdhaltiger Sedimente. Er war an der Physikalisch-Geographischen Tienschan-Station beteiligt.
Das Geologie-Institut trägt nun Adyschews Namen ebenso wie ein Bergrücken im Tienschan und seit 2004 die Technologische Universität Osch.

## Ehrungen, Preise
- Orden der Oktoberrevolution
- Orden des Roten Banners der Arbeit
- Medaille „Für Verdienste im Kampf“ (1945)
- Medaille „Für den Sieg über Japan“ (1945)
- Verdienter Wissenschaftler der Kirgisischen SSR
- Goldmedaille des Präsidenten der Kirgisischen Republik (2001)